# أليساندرو رومانو
أليساندرو رومانو (بالإيطالية: Alessandro Romano)‏ (30 سبتمبر 1969 روما إيطاليا - ) هو لاعب كرة قدم إيطالي، يلعب كمدافع، لعب 252 مباراة وسجل 4 أهداف.

## مسيرته

### مسيرته مع الأندية
- 1988 - 1990 لعب مع نادي ترينتو 29 مباراة.
- 1990 - 1994 لعب مع نادي مونزا 124 مباراة سجل خلالها 4 أهداف.
- 1994 - 2000 لعب مع نادي تشيزينا 33 مباراة.
- 1995 - 1996 لعب مع نادي لاتسيو 7 مباريات.
- 1996 - 1997 لعب مع نادي بريشيا مباراة.
- 1997 - 1998 لعب مع نادي جنوى 20 مباراة.
- 2000 - 2000 لعب مع هيلاس فيرونا مباراة.
- 2000 - 2002 لعب مع نادي دندي 37 مباراة.